# Peter Swanson
Pour les articles homonymes, voir Swanson.
Peter Swanson, né le 26 mai 1968, est un écrivain américain, auteur de thriller.

## Biographie
Il fait des études au Trinity College (Connecticut), à l'université du Massachusetts à Amherst et au Emerson College.
En 2014, il publie son premier roman La Fille au cœur mécanique (The Girl With a Clock for a Heart). Avec son deuxième roman Parce qu'ils le méritaient (The Kind Worth Killing), il est finaliste du Ian Fleming Steel Dagger 2015 et lauréat du New England Society Book Award 2016.

## Œuvre

### Romans

#### Série Henry Kimball/Lily Kintner
- The Kind Worth Killing (2014)
  - Parce qu'ils le méritaient, Calmann-Lévy, coll. « Robert Pépin présente » (2015)  (ISBN 978-2-7021-5351-2), réédition LGF, coll. « Le Livre de poche » no 34304 (2016)  (ISBN 978-2-253-08590-4), réédition sous le titre Ceux qu'on tue, Éditions Gallmeister (2024)
- The Kind Worth Saving (2023)
  - Ceux qu'on sauve, Gallmeister (2025)
- A Talent for Murder (2024)

#### Autres romans
- The Girl With a Clock for a Heart (2014)
  - La Fille au cœur mécanique, Calmann-Lévy, coll. « Robert Pépin présente » (2014)  (ISBN 978-2-7021-5350-5), réédition Le Grand Livre du mois (2014)  (ISBN 978-2-286-11435-0), réédition LGF, coll. « Le Livre de poche » no 33909 (2015)  (ISBN 978-2-253-09316-9)
- Her Every Fear (2017)
  - Chacune de ses peurs, Calmann-Lévy, coll. « Robert Pépin présente » (2017)  (ISBN 978-2-7021-5981-1)
- All the Beautiful Lies (2018)
- Before She Knew Him (2019)
  - Vis-à-vis, Éditions Gallmeister, coll. « Americana » (2020)  (ISBN 978-2-35178-223-1), traduction de Christophe Cuq
- Eight Perfect Murders (2020)
  - Huit crimes parfaits, Éditions Gallmeister, coll. « Americana » (2021)  (ISBN 978-2-35178-258-3), traduction de Christophe Cuq
- Every Vow You Break (2021)
  - Chaque serment que tu brises, Éditions Gallmeister, coll. « Fiction » (2022)  (ISBN 978-2-35178-273-6)
- Nine Lives (2022)
  - Neuf Vies, Gallmeister (2024)
- The Christmas Guest (2023)
- Kill Your Darlings (2025)

### Nouvelles
- Husband Number Three
- A Person of Interest
- The Job Interview
- Wedding Night

## Prix et distinctions

### Prix
- New England Society Book Award 2016 pour Parce qu'ils le méritaient (The Kind Worth Killing)[1]
- Un des meilleurs livres de l'année 2020 de Publishers Weekly dans la catégorie Mystery/Thrillers pour Huit crimes parfaits (Eight Perfect Murders)[2]

### Nominations
- Ian Fleming Steel Dagger pour Parce qu'ils le méritaient (The Kind Worth Killing)[3]
- Grand Prix de littérature policière 2022 pour Chaque serment que tu brises[4]